# Жадько, Виктория Анатольевна
Виктория Анатольевна Жадько (род. 23 августа 1967 года, Киев) — украинский дирижёр, гитаристка, педагог. Заслуженная артистка Украины (1994). Лауреат Международного конкурса им. С. Прокофьева (1993, Санкт-Петербург, первая премия), V Международного конкурса дирижёров им. А. Тосканини в Парме (Италия, 1993), и Национального конкурса дирижёров им. С. Турчака (1994, Киев, первая премия), III Международного конкурса дирижёров им. К. Кондрашина в Амстердаме (Нидерланды, 1994). XI и XII международных конкурсов дирижёров им. М. Малько в Копенгагене (Дания, 1995, 1999), V Международного конкурса дирижёров им. Г. Фительберга в Катовице (Польша, 1995, первая премия).

## Биография
Виктория Анатольевна Жадько родилась 23 августа 1967 года в Киеве. В 1986 году окончила Ворошиловградское (ныне Луганское) музыкальное училище по классу М. А. Петуха.
В 1991 году окончила Киевскую консерваторию (ныне Национальная музыкальная академия Украины имени П. И. Чайковского) по классу гитары М. А. Давыдова, в 1993 году по классу симфонического дирижирования А. Власенко. По окончании учёбы с 1997 по 2000 год работала главным дирижёром симфонического оркестра Харьковской филармонии.
На сцене Харьковского театра оперы и балета с коллективом детского балетного театра-студии Харькова осуществила постановки 2-х балетов — «Евпраксия» А. Канерштейна и «Щелкунчик» П. Чайковского.
С 1996 года работала доцентом, с 1997 года — профессор класса гитары и симфонического дирижирования Киевского института культуры. Основательница первой в Украине кафедры старинной и камерной музыки в Киевском институте культуры.
Сотрудничала с ведущими симфоническими коллективами Украины — Национальным симфоническим оркестром Украины, оркестром Национальной оперы Украины, симфоническими оркестрами Одессы, Луганска, Львова и др.
Как гитаристка и дирижёр, гастролировала в России, Польше, Дании, Нидерландах, Бельгии, Финляндии, Германии, Франции, Венгрии, Великобритании. С 1989 года выполнила многочисленные фондовые записи на украинском телевидении и украинском радио, с 1993 года работала дирижёром Симфонического оркестра Национальной радиокомпании Украины. Первая исполнительница ряда произведений современных украинских и зарубежных авторов.
Автор программы для высших учебных заведений по специальности «Классическая гитара». Организатор мастер-классов и курсов повышения квалификации для преподавателей гитары в начальных и средних учебных заведениях Украины. Среди её учеников — лауреаты многочисленных региональных и международных конкурсов и фестивалей.